# Lebanon (Oklahoma)
Lebanon è un census-designated place (CDP) degli Stati Uniti d'America, situato nello stato dell'Oklahoma, nella contea di Marshall.